# Гончаровы
Гончаро́вы — русские дворянские роды.
В Российской империи их насчитывалось двенадцать. Наиболее известен среди них род владельцев Полотняного Завода, к которому принадлежали Наталья Николаевна — жена А. С. Пушкина и Наталья Сергеевна — художница русского авангарда.

## История рода
Михаил Клементьевич упомянут (1558).
Иван Гончаров саратовский боярский сын (1658). Борису Гончарову велено быть сотником саратовских стрельцов (1662). Ливенский боярский сын Савелий Гончаров упоминается (1681). Михаил Гончаров владел поместьем в Добренском уезде (1685).
В XVII столетии Гончаровы служили детьми боярскими по Осколу.
Данный род внесён в VI часть родословной книги Рязанской губернии.

## Калужские Гончаровы

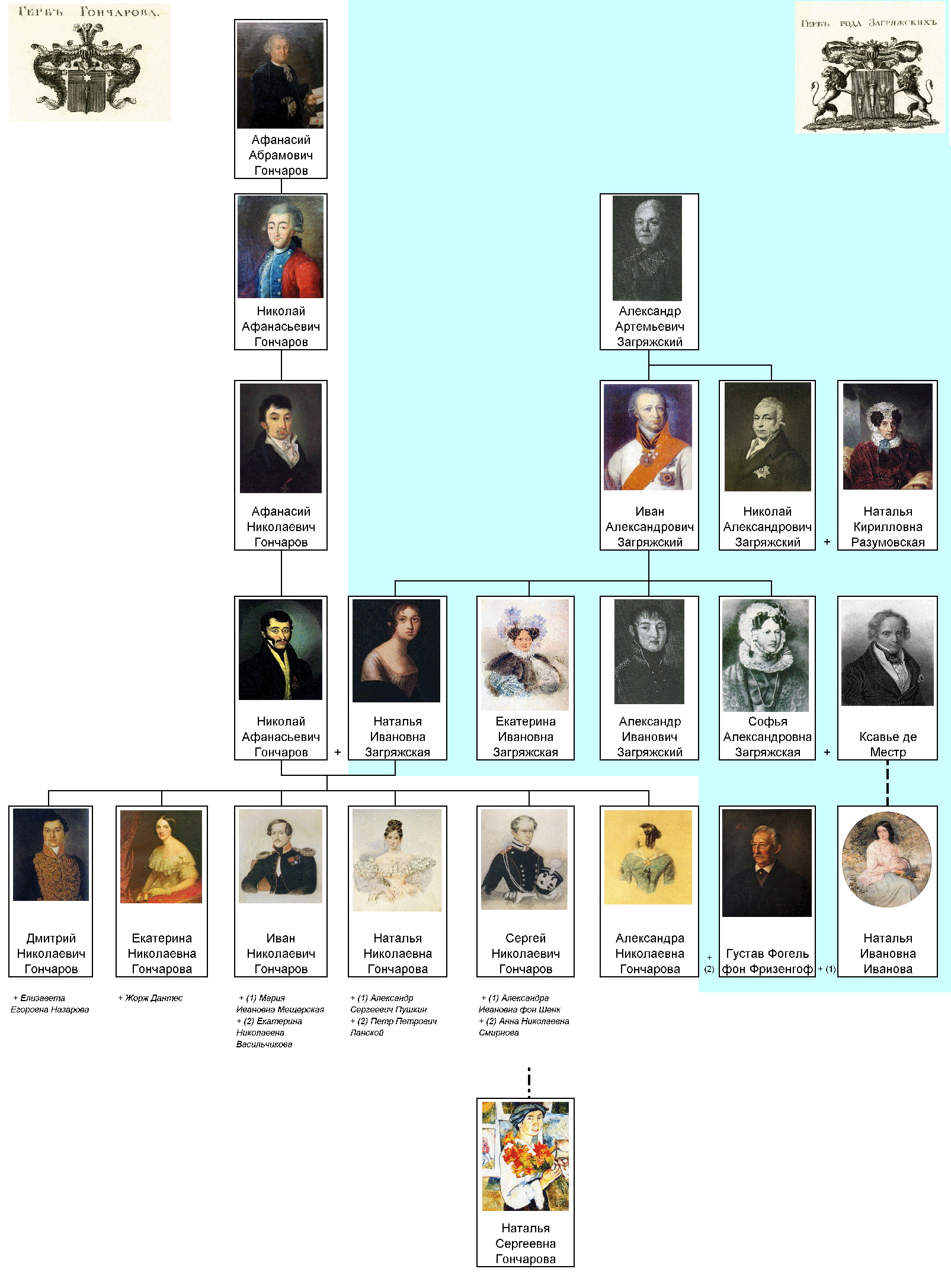
Предки Натальи Гончаровой

Владельцы Полотняного Завода происходят от калужского купца Афанасия Абрамовича Гончарова (1704—1784). Его отец Абрам Иванович и дед Иван Дементьевич держали гончарную лавку в Калуге. Посадский человек Афанасий Гончаров и Г. И. Щепочкин были приказчиками на бумажной мануфактуре Т. Ф. Карамышева, а после его смерти (1735) поделили производство между собой. Афанасий Абрамович Гончаров превратил имение и завод недалеко от Калуги, на реке Суходрев в селе Сгомонь, которое стало именоваться Полотняный Завод — в майорат. Елизавета Петровна за заведение и размножение парусных и полотняных фабрик в 1744 году пожаловала Гончарову чин коллежского асессора, дававший право на потомственное дворянство. 
В 1789 году Афанасий Николаевич Гончаров получил от Екатерины II грамоту, подтверждающую права Гончаровых на дворянство и на герб. Род Гончаровых был внесён в I и III части родословных книг Калужской и Московской губерний (Гербовник, III, 146). В имении Полотняный Завод действует музей Гончаровых.
Старший сын Афанасия Абрамовича, Николай Афанасьевич Гончаров женился на представительнице столбового дворянства Екатерине Андреевне Сенявиной. Его внук Николай Афанасьевич был женат на Наталье Загряжской, которая в 1823 году унаследовала подмосковное имение Ярополец. Их дочь Наталья Николаевна в 1830 году стала женой поэта Пушкина.

Портретная галерея
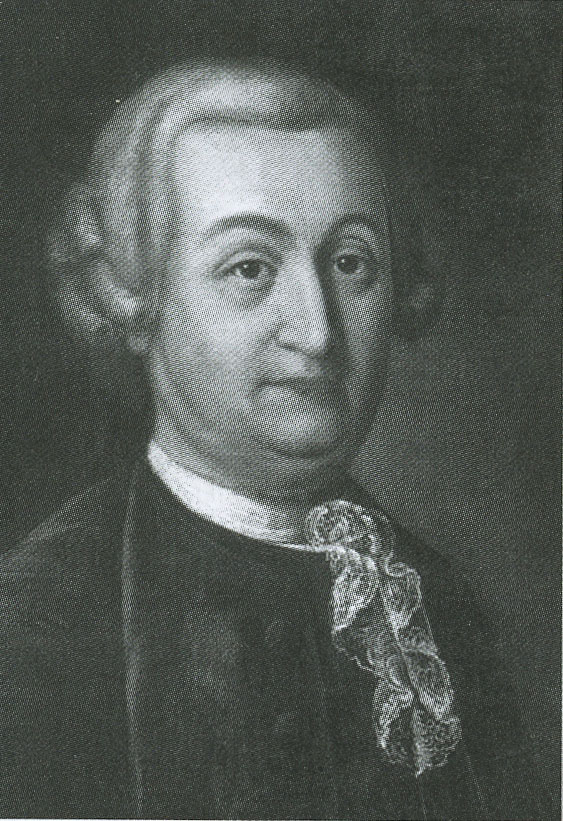
Афанасий Абрамович Гончаров, прапрадед Н. Н. Пушкиной
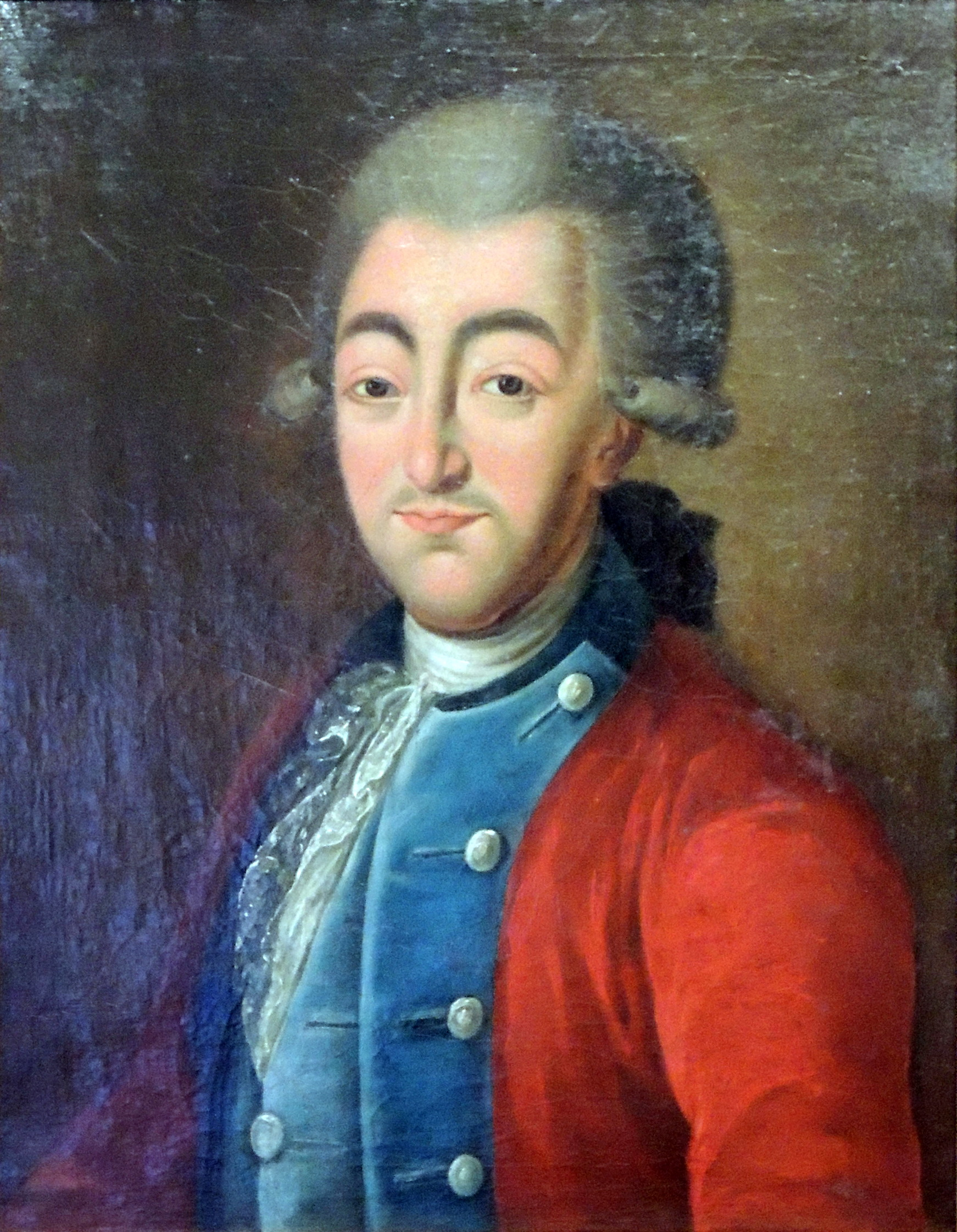
Николай Афанасьевич Гончаров, прадед Н. Н. Пушкиной
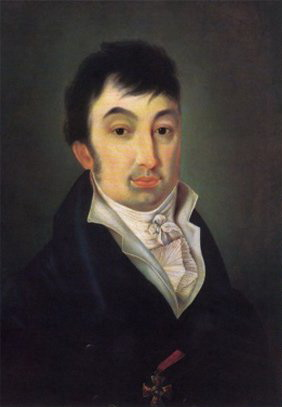
Афанасий Николаевич Гончаров, дед Н. Н. Пушкиной
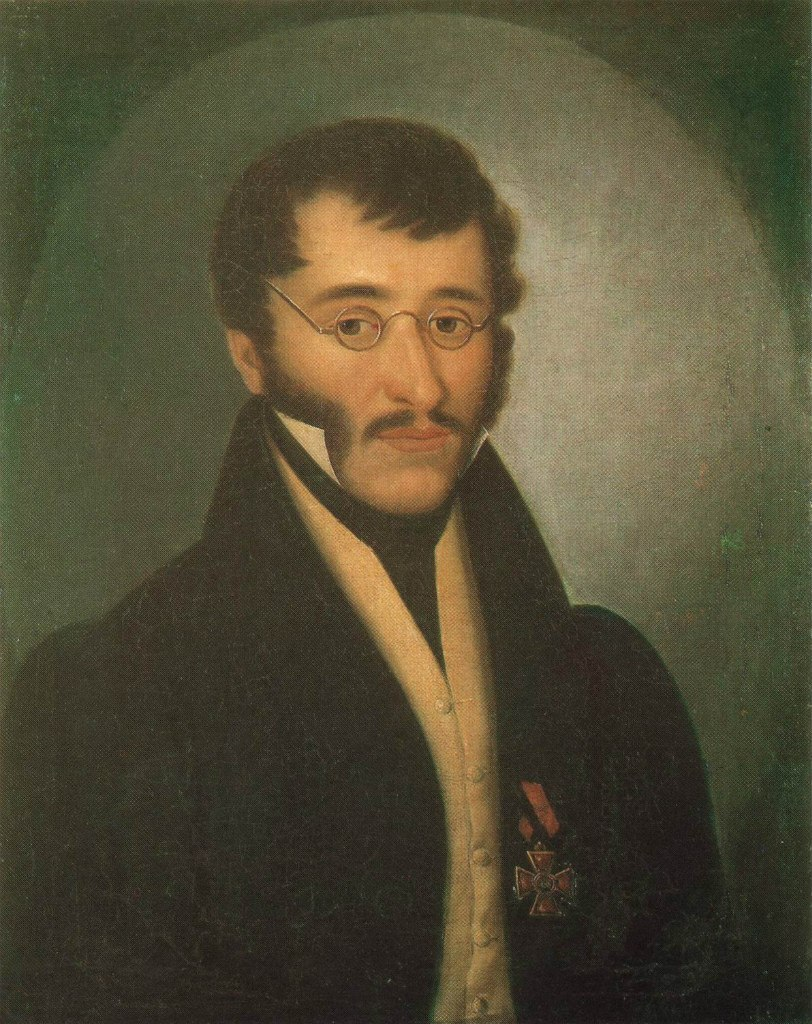
Николай Афанасьевич Гончаров, отец Н. Н. Пушкиной
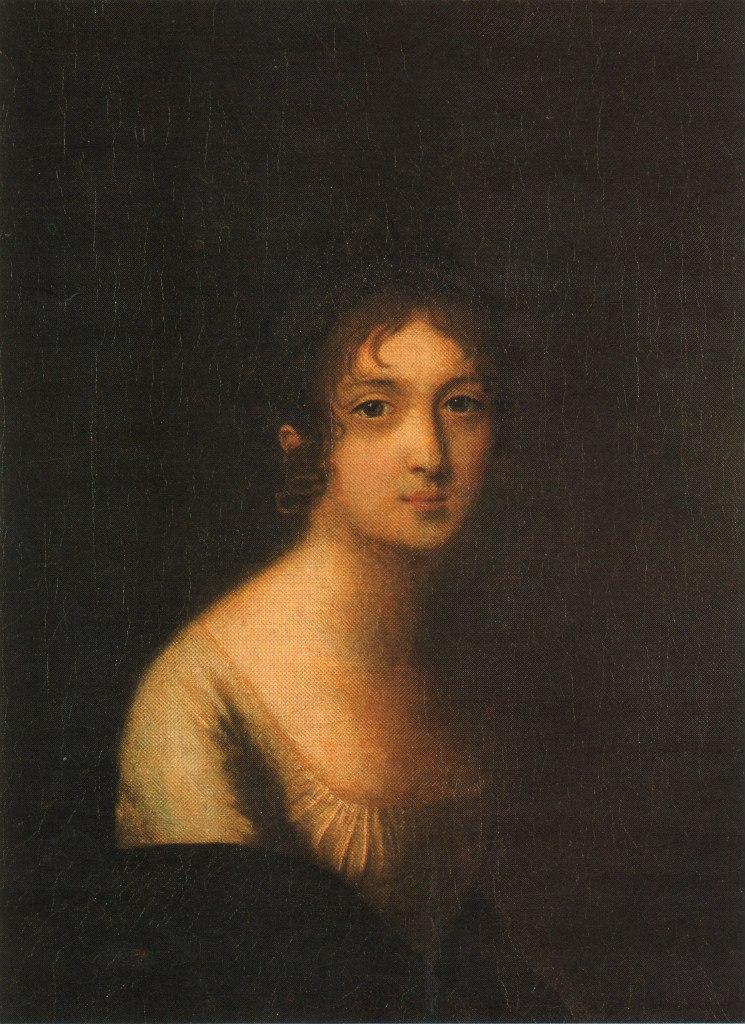
Наталья Ивановна Гончарова, мать Н. Н. Пушкиной

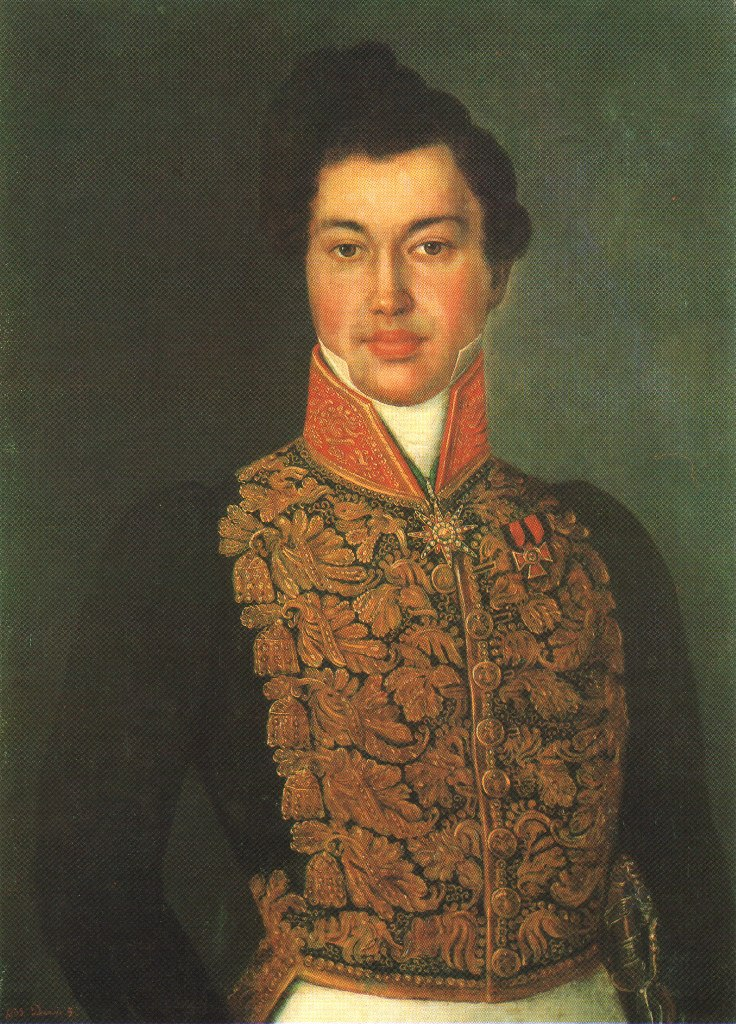
Дмитрий Николаевич Гончаров, брат Н. Н. Пушкиной
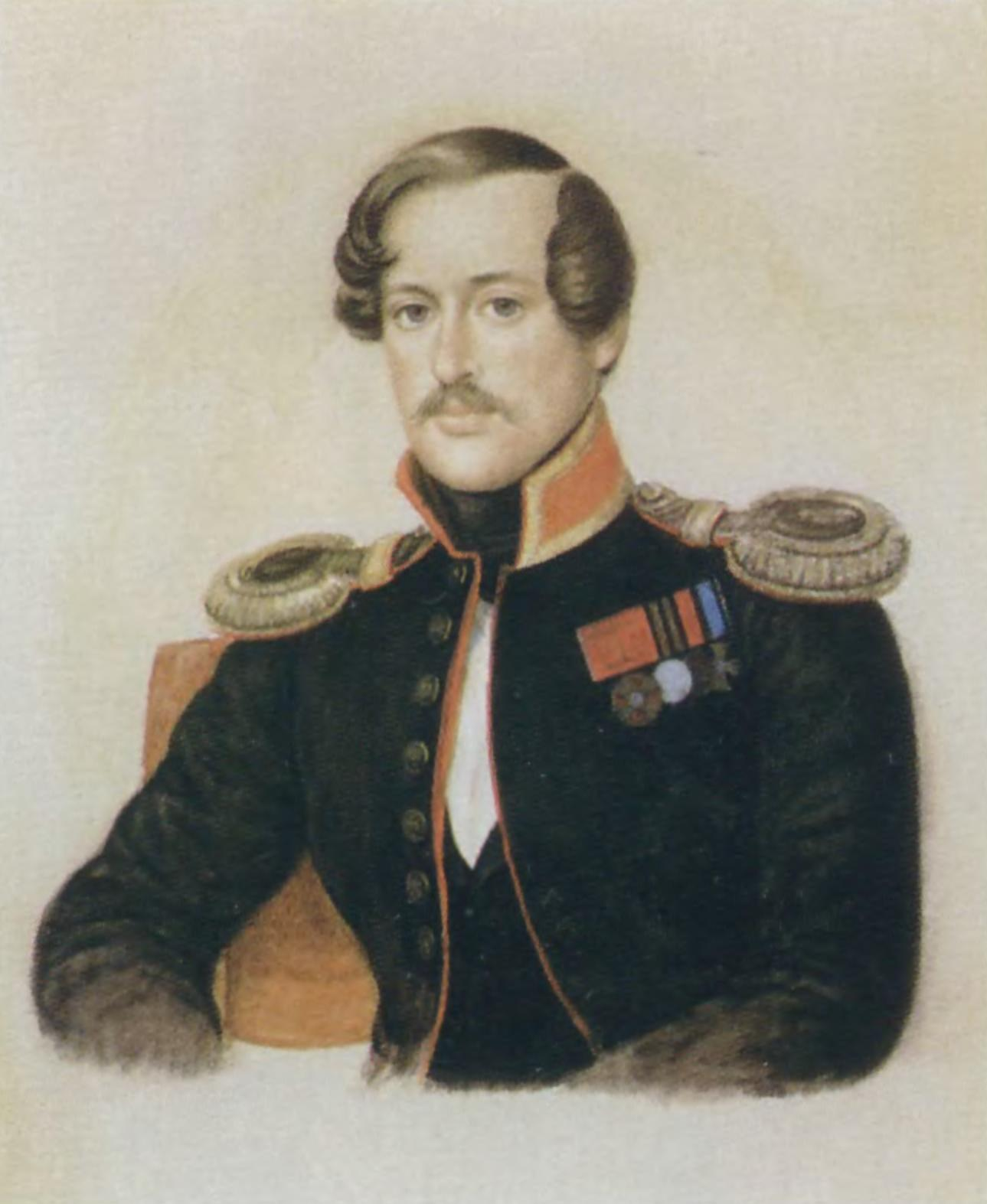
Иван Николаевич Гончаров, брат Н. Н. Пушкиной
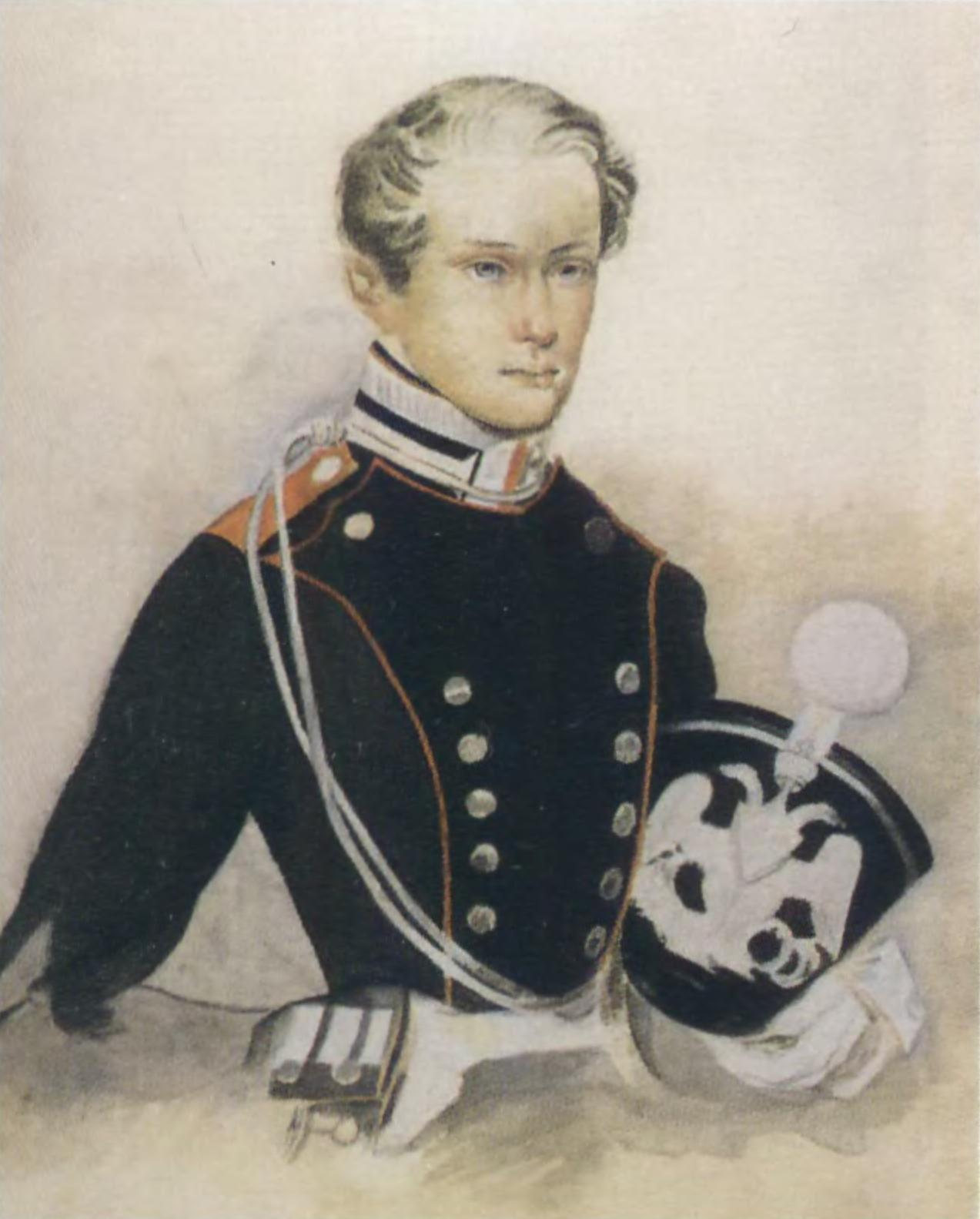
Сергей Николаевич Гончаров, брат Н. Н. Пушкиной
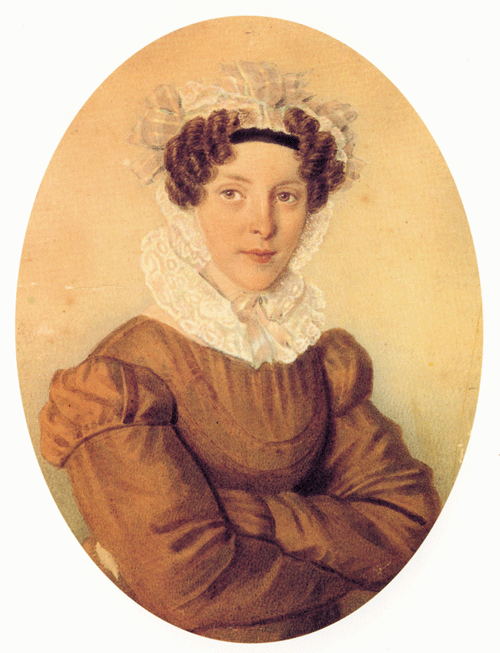
Александра Николаевна Гончарова, сестра Н. Н. Пушкиной
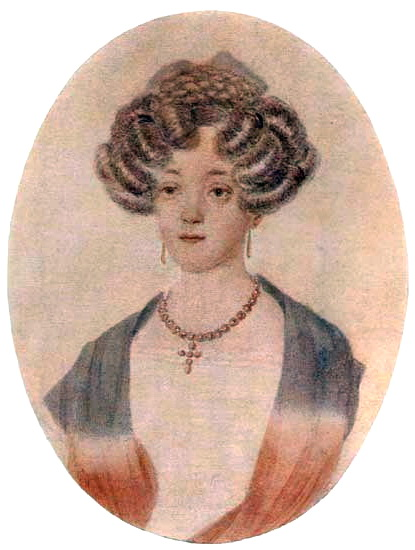
Екатерина Николаевна Гончарова, сестра Н. Н. Пушкиной
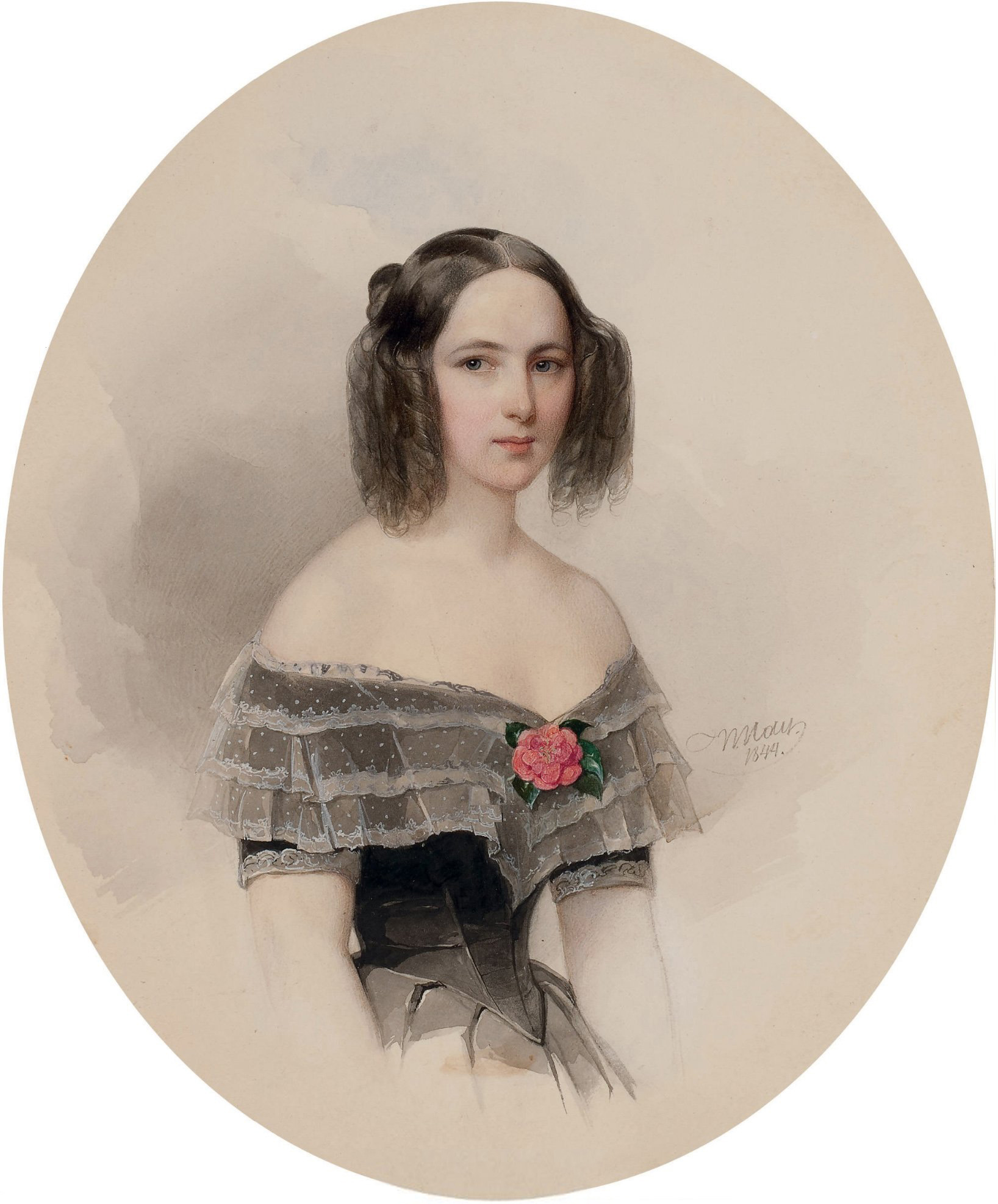
Наталья Николаевна Гончарова (Пушкина, Ланская)